# Prästeståndets ledamöter vid riksdagen 1823
Vid riksdagen 1823 ingick följande ledamöter i prästeståndet. Biskoparna och pastor primarius i Stockholm var självskrivna medan övriga utsågs för respektive stift. Prästerskapet i Stockholms stad utsåg egna företrädare.
Stiften förtecknas i den ordning de anges i prästeståndets protokoll.

### Uppsala ärkestift
- Ärkebiskop Carl von Rosenstein
- Nils Jacob Anjou
- Adolf Elfsberg
- Olof Forssell
- Sven Lundblad
- Johan Casparsson Wijkman

### Linköpings stift
- Biskop Marcus Wallenberg
- Jakob Hagberg
- Carl Erik Hallström
- Matthias Stenhammar
- Anders Wikblad
- Jacob Östberg

### Skara stift
- Biskop Thure Weidman (frånvarande)
- Karl Gustaf Almgren
- Mathias Hasselrot
- Jonas Kjellander
- Carl Johan Knös

### Strängnäs stift
- Biskop Johan Adam Tingstadius (frånvarande)
- Frans Michael Franzén
- Hans Graffman
- Olof Hultin
- Pehr Thyselius

### Västerås stift
- Biskop Gustaf Murray (frånvarande)
- Jonas Reinhold Fellenius
- Johan Petter Fröberg
- Olof Kristian Leffler
- Jacob Michael Svedelius
- Sven Caspersson Wijkman

### Växjö stift
- Biskop Ludvig Mörner
- Sven Johan Almqvist
- Magnus Erik Forssander
- Magnus Lamér

### Lunds stift
- Biskop Wilhelm Faxe
- Olof Gottfrid Horster (död 17/4 1823)
  - Carl Adolph Agardh (från 11/6 1823)[2]
- Lars Anders Palm
- Carl Sonnberg Rönbeck
- Mattias Sundius

### Göteborgs stift
- Biskop Carl Fredrik af Wingård
- Sven Peter Bexell
- Carl Johan Grevillius
- Christen Linderot

### Kalmar stift
- Biskop Magnus Stagnelius (frånvarande)
- Anders Fornander
- Carl Adolf Wahlbom

### Karlstads stift
- Biskop Olof Bjurbäck (frånvarande)
- Jonas Frykstedt
- Per Kölmark

### Härnösands stift
- Biskop Erik Abraham Almquist
- Johan Olof Arbman (intog sin plats 28/2 1823)[3]
- Isak Grape
- Johan Häggblad

### Visby stift
- Biskop Carl Johan Eberstein (frånvarande)
- Georg Herlitz
- Nils Johansson Herlitz

### Stockholms stad
- Pastor primarius Johan Olof Wallin
- Erik Lorentz Flodin
- Johan Jacob Hedrén
- Carl Christian Lilljenwalldh